# Symplecta scotica
Symplecta scotica là một loài ruồi trong họ Limoniidae. Chúng phân bố ở khu vực sinh thái Tân Bắc Cực.